# Anambulyx elwesi
Genre
Espèce
Anambulyx elwesi est une espèce de lépidoptères de la famille des Sphingidae, de la sous-famille des Smerinthinae et de la tribu des Smerinthini. 
Elle est l'unique représentante du genre monotypique Anambulyx.

## Répartition
L'espèce est connue au nord du Pakistan, au nord de l'Inde, au Népal, au sud-ouest de la Chine, au nord de la Thaïlande, et au nord du Vietnam.

## Description
L'envergure des ailes est d'environ 100 mm. L'espèce est semblable à Callambulyx rubricosa rubricosa de couleur très sombre. Elle en diffère par la morphologie génitale et morphologiquement par les deux tiers distaux de la face dorsale de l'aile antérieure très sombre et le tiers proximal plus pâle et plus vert. Il y a une zone basale rose foncé sur la face dorsale de l'aile postérieure qui est sombre, presque noire sur les deux tiers distaux dans lesquels une tache violette lunarienne étroite est perceptible.

## Biologie
Les adultes ont été vus de mai à juillet en Thaïlande.

## Systématique
L'espèce Anambulyx elwesi a été décrite par l’entomologiste britannique Herbert Druce en 1882, sous le nom initial d'Ambulyx elwesi. 
Son genre actuel Anambulyx, dont elle est l'espèce type et l'unique espèce, a été décrit par les entomologistes Lionel Walter Rothschild et Karl Jordan en 1903.

### Liste des sous-espèces
- Anambulyx elwesi elwesi (Druce, 1882)
- Anambulyx elwesi kitchingi Smetacek, 2004[3]